# Prinzessin Victoria Luise
Prinzessin Victoria Luise byla první pro tento účel postavená výletní loď. Německou společností Hamburg-Amerikanische-Packetfahrt-Actien-Gesellschaft (HAPAG) byla provozována od roku 1901 do svého ztroskotání v roce 1906.

## Stavba

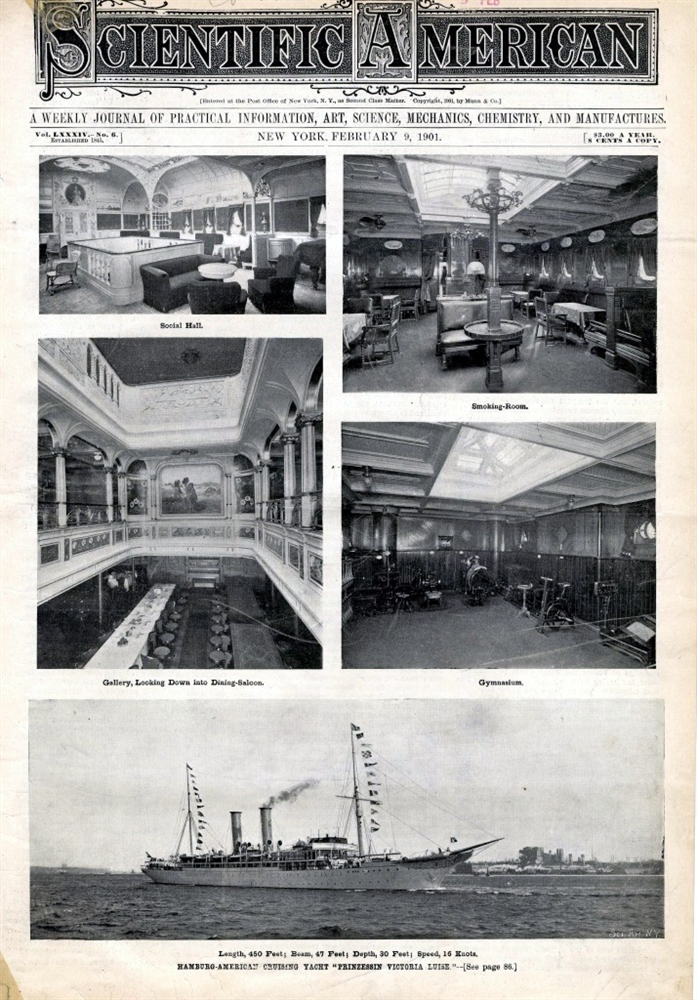
Prinzessin Victoria Luise na obálce časopisu Scientific American

Manažer a pozdější ředitel společnosti HAPAG Albert Ballin se rozhodl řešit malou vytíženost plavidel společnosti v zimním období jejich nasazením na výletní plavby s bohatou klientelou. Jako první byla takto s úspěchem v 80. letech 19. století nasazena pasažérská loď SS Augusta Victoria. Běžná plavidla však pro tuto roli nebyla ideálně konstruována a vybavena. Ballin se rozhodl postavit specializovanou výletní loď. Stavbu provedla německá loděnice Blohm & Voss. Na vodu byla spuštěna 29. června 1900. Pojmenována byla na počest princezny Viktorie Luisy Pruské, dcery císaře Viléma II.

## Konstrukce
Svým vzhledem připomínala spíše luxusní jachtu. Na palubě se nacházelo 120 luxusních kabin, všechny v první třídě. Cestující měli dále k dispozici promenádu, salon, knihovnu, tělocvičnu, nebo temnou komoru pro vyvolávání fotografií. Plavidlo poháněl parní stroj. Kouř byl odváděn dvěma komíny. Rychlost dosahovala 15 uzlů.

## Služba
Na svou panenskou plavbu se Prinzessin Victoria Luise vydala 5. ledna 1901. Plula z Hamburku po trase Boulogne-sur-Mer, Plymouth a New York. Na druhé plavbě se vydala 9. března 1901 z New Yorku do Středomoří a Černého moře. Úspěšně sloužila několik dalších let, ale její kariéra byla krátká. Večer 16. prosince 1906 loď pod vedením kapitána Brunswiga vyplula z přístavu Kingston na Jamajce, minula však maják Plumb Point a najela na skaliska. Trosečníci byli druhý den evakuováni, kapitán se ve své kajutě zastřelil. Plavidlo se nedařilo vyprostit a utrpělo vážná poškození. Bylo odepsáno jako totální ztráta.